# 施奈塔赫河
49°30′51.5″N 11°19′21″E / 49.514306°N 11.32250°E

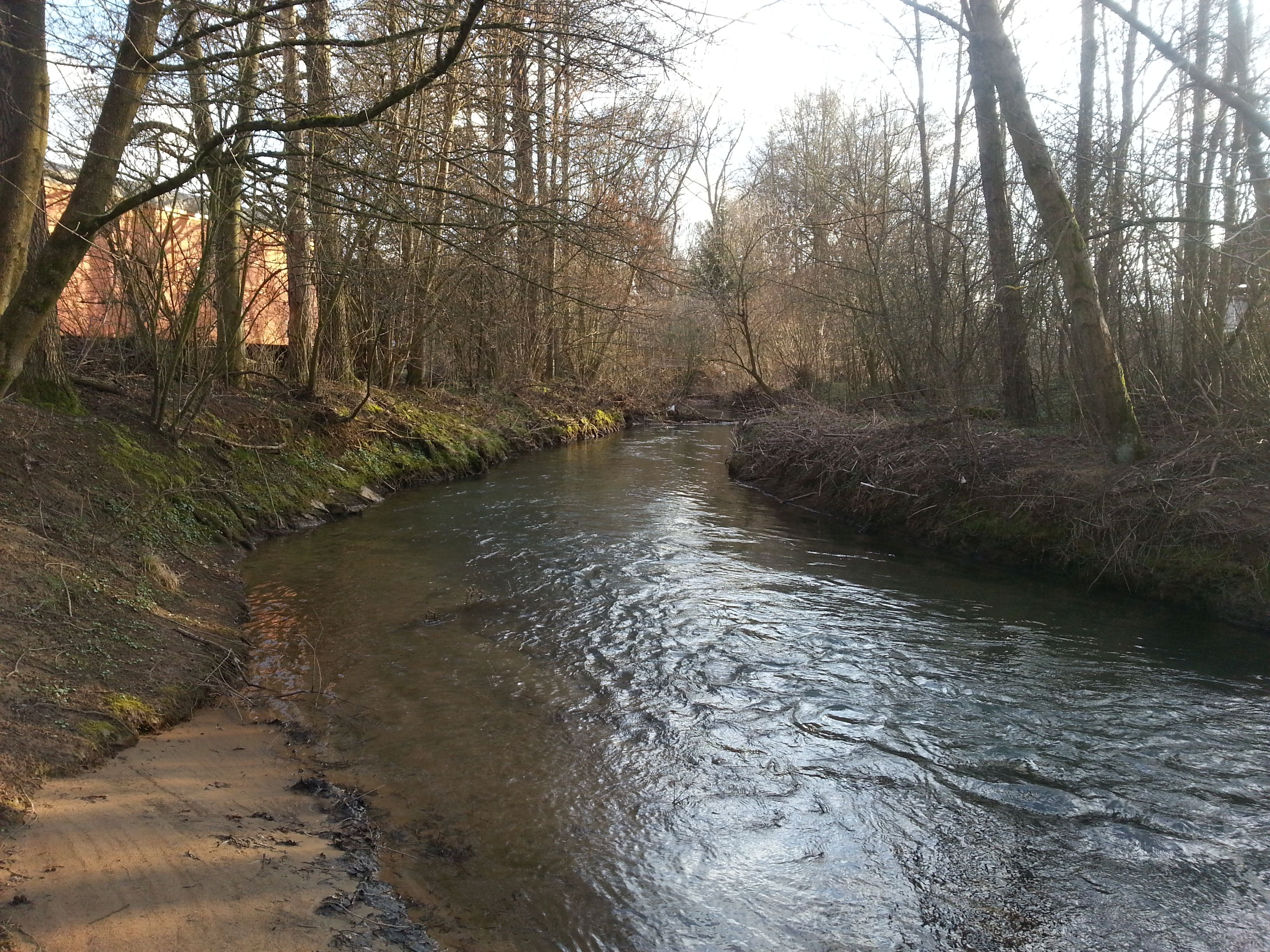

施奈塔赫河是德國的河流，位於該國東南部，由巴伐利亞負責管轄，屬於佩格尼茨河的右支流，河道全長12.1公里，流域面積79.8平方公里。